# Spirorbis plicatus
Spirorbis plicatus är en ringmaskart som först beskrevs av Pierre Denys de Montfort 1810 in Mörch, 1863.  Spirorbis plicatus ingår i släktet Spirorbis och familjen Serpulidae. Inga underarter finns listade i Catalogue of Life.